# Юрашка (приток Адамки)
Юрашка — река на границе Удмуртии и Татарстана, левый приток реки Адамка. Начинается в Елабужском районе Татарстана, в верхнем течении русло прямое с пологими берегами; в нижнем извилистое (часто меняет направление), берега преимущественно обрывистые. Заканчивается в Граховском районе Удмуртии. Длина реки составляет 22,9 км.
Притоки: Юраш (11 км от устья), Ультеранка.
Вдоль реки расположены деревни Куюк, Ядыгар, Альметьево, Старый Юраш, Сосновый Юраш, Горные Юраши, Нижние Юраши, Вотский Юраш, Мещеряково.

## Данные водного реестра
По данным государственного водного реестра России относится к Камскому бассейновому округу, водохозяйственный участок реки — Вятка от города Вятские Поляны и до устья, речной подбассейн реки — Вятка. Речной бассейн реки — Кама.